# 東猛夫
東 猛夫（あずま たけお、1878年9月15日 - 没年不詳）は、日本の俳優である。本名は同じとする資料も在るが、金網 正之助（かなあみ しょうのすけ）。吾妻 猛夫と表記に揺れがある。新派の女形として、サイレント映画の現代劇に出演した。身長は5尺1寸（約154.5センチメートル）、体重は13貫600匁（約48.8キログラム）。

## 人物・来歴
1878年（明治11年）9月15日、兵庫県八部郡兵庫村（現在の同県神戸市兵庫区）に生まれる。
旧制・高等小学校を卒業し、1900年（明治33年）、新派の俳優・福井茂兵衛が主宰する一座に入門する。当時、同劇団は神戸市の歌舞伎座で公演を打っていた。娘役で初舞台を飾り、以降、女形の舞台俳優としての道を歩む。
1915年（大正4年）、映画界にデビューする。その後舞台での活動に戻り、1917年（大正6年）、大阪の山川興行部、天然色活動写真（天活）を経て、東京の日活向島撮影所に入社する。同撮影所で、立花貞二郎、のちの映画監督・衣笠貞之助らとともに、女形のスターとなった。
1922年（大正11年）11月25日、同撮影所のトップスターの藤野秀夫以下13名に連座し、日活を退社する。同年、東京・巣鴨の国際活映（国活）に移籍、翌1923年（大正12年）まで国活での出演歴が残されているが、以降の記録はない。

## フィルモグラフィ

### 山川興行部
1917年
- 『春の辰巳』 : 監督不明、主演村田正雄、短篇
- 『曙の歌』 : 監督不明、主演村田正雄、短篇
- 『文明の復讐』 : 監督不明、主演村田正雄、短篇
- 『かげひなた』 : 監督不明、主演村田正雄、短篇
- 『毒草』 : 監督川口吉太郎、天活大阪撮影所

### 日活向島撮影所
1917年
- 『誘惑』 : 監督小口忠
- 『露の契』 : 監督不明、主演山本嘉一
- 『幼き母』 : 監督不明、主演山本嘉一
- 『無縁の塔婆』 : 監督不明、主演山本嘉一
- 『芸者一代 (芸妓一代)』 : 監督不明、主演山本嘉一
- 『浪まくら』 : 監督不明、主演大村正雄
- 『夕刊売』 : 監督不明、主演立花貞二郎
- 『浮かれ胡弓』 : 監督不明、主演立花貞二郎
- 『恋の一念』 : 監督不明、主演山本嘉一
- 『女ごころ』 : 監督不明、主演藤川三之助
- 『子故の闇』 : 監督不明、主演山本嘉一
- 『白萩』 : 監督不明、主演藤野秀夫
- 『藤袴』 : 監督不明、主演山本嘉一
- 『木の間の月』 : 監督不明、主演藤野秀夫
- 『秋の声 (三人少尉)』 : 監督不明、主演山本嘉一
- 『姫百合』 : 監督不明、主演山本嘉一
- 『さんざ時雨』 : 監督不明、主演藤野秀夫
- 『手向の曲』 : 監督不明、主演山本嘉一
- 『秋之助とお澄』 : 監督不明、主演藤川三之助
- 『萩江』 : 監督不明、主演山本嘉一
- 『雁のたより』 : 監督不明、主演藤野秀夫
- 『霜夜の月』 : 監督不明、主演山本嘉一
- 『黒潮』 : 監督不明、主演山本嘉一
- 『女の誓』 : 監督不明、主演藤野秀夫

1918年
- 『落椿』 : 監督不明、主演山本嘉一
- 『七色指環』 : 監督小口忠
- 『女気質』 : 監督小口忠
- 『犠牲』 : 監督小口忠
- 『雪枝夫人』 : 監督小口忠
- 『毒煙』 : 監督小口忠
- 『二人娘』 : 監督小口忠
- 『暁』 : 監督田中栄三
- 『捨てられた母』 : 監督小口忠
- 『生ける屍』 : 監督田中栄三
- 『金色夜叉』 : 監督小口忠・田中栄三
- 『桜の園』 : 監督田中栄三
- 『涙の雨』 : 監督小口忠
- 『黒水晶』 : 監督田中栄三
- 『乳姉妹』 : 監督田中栄三
- 『兄と弟』 : 監督小口忠
- 『父の涙』 : 監督田中栄三
- 『うすき縁』 : 監督田中栄三
- 『国の誉 (ひもんや美談)』 : 監督小口忠
- 『夕潮』 : 監督小口忠
- 『侠艶録』 : 監督田中栄三
- 『子煩悩』 : 監督田中栄三
- 『月魄』 : 監督不明、主演山本嘉一
- 『つきぬ恨』 : 監督田中栄三
- 『乳屋の娘』 : 監督田中栄三
- 『乃木将軍 (噫、乃木将軍)』 : 監督小口忠
- 『女一代』 : 監督小口忠
- 『新召集令』 : 監督小口忠
- 『松風村雨』 : 監督田中栄三

1919年
- 『新野崎村』 : 監督田中栄三
- 『琵琶歌』 : 監督田中栄三
- 『豹子頭林冲』 : 監督小口忠
- 『新橋情話』 : 監督田中栄三
- 『破れ筏』 : 監督不明、主演山本嘉一
- 『新聞売子』 : 監督小口忠
- 『恋の津満子』 : 監督小口忠
- 『野蛮人 (吾妻照之助)』 : 監督不明、原作江見水蔭
- 『己が罪』 : 監督田中栄三
- 『恋の犠牲』 : 監督不明、主演五月操

1920年
- 『西廂記』 : 監督田中栄三
- 『散りゆく花』 : 監督田中栄三
- 『運命の影』 : 監督田中栄三
- 『尼港最後の日』 : 監督坂田重則

1921年
- 『噫川島巡査の死』 : 監督坂田重則
- 『想夫憐』 : 監督若山治
- 『恋の緋鹿の子』 : 監督鈴木謙作
- 『涙のあと』 : 監督芝園紫水
- 『浮世』 : 監督不明、原作柳川春葉
- 『雛鶴の曲』 : 監督若山治
- 『新内流し』 : 監督鈴木謙作

1922年
- 『我子の歌』 : 監督不明、主演山本嘉一
- 『えにしの色糸』 : 監督不明、主演山本嘉一
- 『碑文谷美談』 : 監督不明、主演山本嘉一
- 『妻の秘密』 : 監督若山治
- 『恋の墳墓』 : 監督不明、主演山本嘉一
- 『愛の火柱』 : 監督不明、主演山本嘉一
- 『女訓導』 : 監督若山治
- 『血すぢの縁』 : 監督不明、主演山本嘉一
- 『永遠の謎』 : 監督若山治
- 『浮草の恋』 : 監督鈴木謙作
- 『別れの船唄』 : 監督鈴木謙作 - 大原姉娘福子
- 『妻の真情』 : 監督若山治
- 『京屋襟店』 : 監督田中栄三 - 新橋芸者叶家の小直

### 国活巣鴨撮影所
1922年
- 『鷲津村の娘』 : 監督坂田重則

1923年
- 『恋のいろ染』 : 監督若山治、日活向島撮影所
- 『夢のみやこ路』 : 監督鈴木謙作、日活向島撮影所
- 『老僧の恋』 : 監督坂田重則
- 『若き妻の死』 : 監督坂田重則
- 『罪にさす影』 : 監督鈴木謙作、日活向島撮影所
- 『涙の家』 : 監督若山治、日活向島撮影所
- 『父の罪』 : 監督村田実
- 『恋の誓ひ』 : 監督不明、主演藤野秀夫、日活向島撮影所
- 『愛情の極み』 : 監督坂田重則
- 『悪魔の影』 : 監督不明、主演山本嘉一、日活向島撮影所

## 註
1. 1 2 3 4 5 6 7 8 9 10  『芸能人物事典 明治大正昭和』、日外アソシエーツ、1998年、「東猛夫」の項。
2. 1 2  『日本映画俳優全集 男優篇』、キネマ旬報社、1979年、「東猛夫」の項。
3. 1 2 3  『人気役者の戸籍調べ』、文星社、1919年、「東猛夫」の項。
4. 1 2 3  『世界映画俳優名鑑 大正拾壹年度』、キネマ同好会、1922年、「東猛夫」の項。
5. ↑  『芸能人物事典 明治大正昭和』の同項には「兵庫県神戸市兵庫区東町」生まれとあるが、同町名は現存せず、東の出生当時の同地域の行政区分を採用した。
6. ↑  『日本映画発達史 1 活動写真時代』、田中純一郎、中公文庫、1975年11月25日 ISBN 4122002850、p.366、368、374。
7. ↑  東猛夫、日本映画データベース、2009年11月27日閲覧。